# Pakistan Zachodni

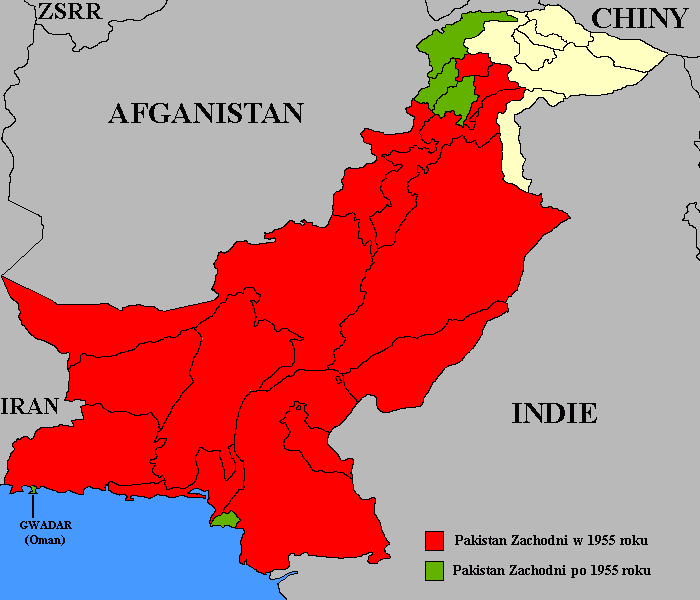
Pakistan Zachodni

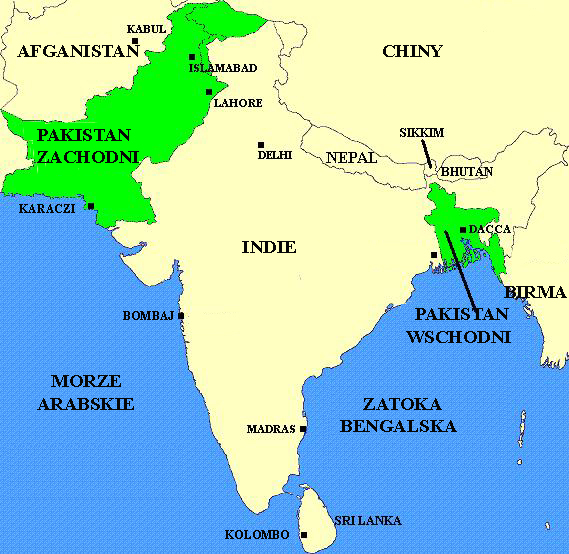
Pakistan Zachodni i Pakistan Wschodni

Pakistan Zachodni – historyczna, istniejąca w latach 1955–1970 prowincja Pakistanu.

## Historia
Po podziale Indii Brytyjskich w 1947 Pakistan składał się z dwóch części przedzielonych 1600 kilometrowym terytorium indyjskim. Część wschodnia tworzyła prowincję Bengalu Wschodniego, natomiast część zachodnia była bardzo zróżnicowana administracyjnie; składały się na nią cztery prowincje, kilkanaście tradycyjnych księstw, terytorium stołeczne Karaczi i terytoria plemienne.
W 1955 w związku z dążeniami separatystycznymi w Bengalu Wschodnim podjęto decyzję o reformie administracyjnej. Zgodnie z nią większość jednostek administracyjnych w zachodniej części Pakistanu połączono w jednolitą prowincję Pakistanu Zachodniego. W jej skład weszły dotychczasowe:
- prowincje: Północno-Zachodnia Prowincja Pograniczna, Pendżab, Sindh i Beludżystan
- Terytoria Plemienne Administrowane Federalnie
- księstwa: Bahawalpur, Kalat, Kharan, Khaayrpur, Las Bela i Mekran

Dotychczasową niezależność administracyjną zachowały księstwa Amb, Chitral, Dir, Hunza, Nagar i Swat, a także Azad Dżammu i Kaszmir i Obszary Północne. Wszystkie one nie zostały włączone w skład Pakistanu Zachodniego.
Zgodnie z przyjętą 23 marca 1956 konstytucją Pakistan stał się państwem federacyjnym, zaś Pakistan Zachodni, podobnie jak Pakistan Wschodni, stał się podmiotem federacji i otrzymał autonomię. Po zamachu wojskowym Muhammada Ayub Khana w 1958 ustrój federacyjny został zlikwidowany, zaś Pakistan Zachodni utracił autonomię. W 1959 w związku z przeniesieniem stolicy Pakistanu do Rawalpindi, do Pakistanu Zachodniego włączono dotychczasowe Terytorium Stołeczne Karaczi.
W 1969 obalono reżim wojskowy i przywrócono dawny ustrój federacyjny. Jednocześnie 28 lipca 1969 zlikwidowano księstwa Chitral, Dir i Swat, włączając je do Pakistanu Zachodniego.
W lipcu 1970 podjęto decyzję o likwidacji prowincji Pakistanu Zachodniego. W jej miejsce przywrócono prowincje Pendżab, Sindh, Beludżystan, Północno-Zachodnią Prowincję Pograniczną i Terytoria Plemienne Administrowane Federalnie, w skład których włączono także terytoria dawnych księstw.

## Rząd
| Okres                                   | Gubernatorzy Pakistanu Zachodniego |
| --------------------------------------- | ---------------------------------- |
| 14 października 1955 – 27 sierpnia 1957 | Mushtaq Ahmed Gurmani              |
| wrzesień 1957 – 12 kwietnia 1960        | Akhter Husain                      |
| 12 kwietnia 1960 – 18 września 1966     | Malik Amir Mohammad Khan           |
| 18 września 1966 – 20 March 1969        | Musa Khan                          |
| 20 marca 1969 – 25 marca 1969           | Yusuf Haroon                       |
| 25 marca 1969 – 29 sierpnia 1969        | Attiqur Rahman                     |
| 29 sierpnia 1969 – 1 września 1969      | Tikka Khan                         |
| 1 września 1969 – 1 lutego 1970         | Nur Khan                           |
| 1 lutego 1970 – 1 lipca 1970            | Attiqur Rahman                     |

| Okres                                | Premierzy Pakistanu Zachodniego   |
| ------------------------------------ | --------------------------------- |
| 14 października 1955 – 16 lipca 1957 | Khan Sahib                        |
| 16 lipca 1957 – 18 marca 1958        | Sardar Abdur Rashid Khan          |
| 18 marca 1958 – 7 października 1958  | Nawab Muzaffar Ali Khan Qizilbash |